# Estação Charles Center

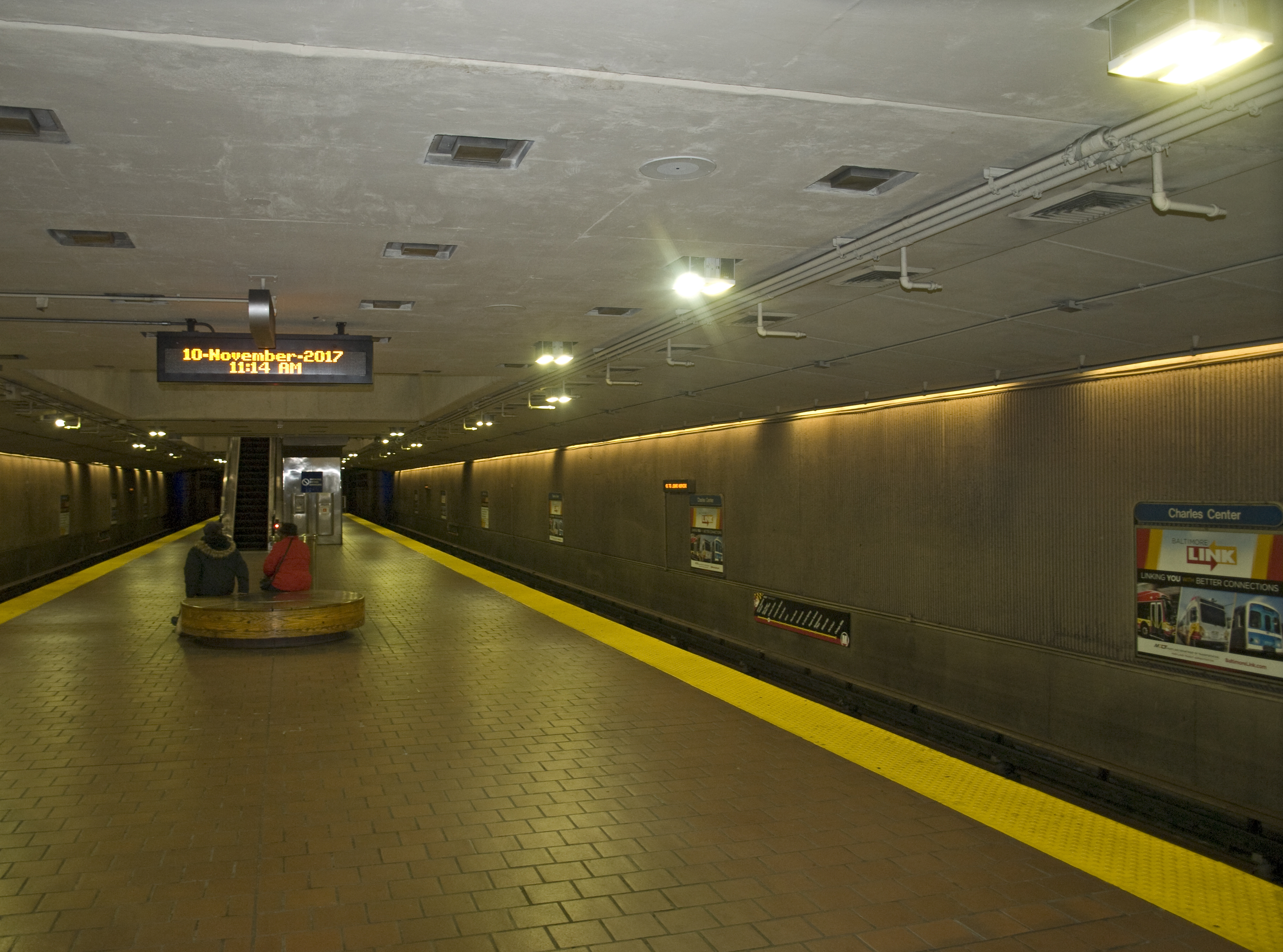
Estação

Charles Center é uma estação metroviária da linha unica do Metrô de Baltimore (linha verde). 
Foi uma das estações terminais até 1995, quando foi inaugurada a extensão até o Johns Hopkins Hospital. É a estação de acesso ao centro de Baltimore.

## Ligação externa
- The MTA's Metro Subway page